# Муратов, Игорь Леонтьевич
Игорь Леонтьевич Мура́тов (15 [28] июля 1912, Харьков — 29 марта 1973, Харьков) — украинский советский прозаик, поэт, переводчик. Лауреат Сталинской премии третьей степени (1952).

## Биография
Родился 15 (28) июля 1912 года в Харькове в семье ветеринарного фельдшера, потомка богатого рода крымских татар, в 1860-х годах депортированного царским правительством из Крыма (Карасубазар, ныне Белогорск) на Полтавщину.
В 1930 году окончил профшколу и до 1934 года работал техником на заводе «Электросталь» и ХТЗ. В 1934—1939 годах учился на филологическом факультете ХГУ.
В 1939—1942 годах служил в РККА. Член ВКП(б) с 1940 года. Участник советско-финляндской войны 1939—1940 годов и Великой Отечественной войны. Раненым попал в плен, находился в концлагере на острове Узедом, затем работал в зажиточных немецких хозяйствах.
После освобождения принимал участие в пропаганде возвращения советских военнопленных в СССР (в частности, редактировал издание берлинского «Смерша» «За возвращение на Родину!»).
Долгое время проживал в Кривом Роге.
Умер 29 марта 1973 года в Харькове.

### Семья
Сын А. И. Муратов и невестка К. Г. Муратова — кинорежиссёры.

## Творческая деятельность
С 1931 года начал печататься.
Автор сборников стихов:
- «Комсо-график» (1933);
- «Костёр» (1940);
- «Двадцатый полк» (1941);
- «Идут богатыри» (1951);
- «Любовь и ненависть моя» (1960) и др.;
- поэмы-памфлета «Последняя туча» (1959).

Написал романтическую драму «Нейтральная зона» (рус. пер. 1967). В 1953—1973 годах писал роман «Саксаганские портреты», выпущенный в 1974 году. Книги: «Поэтические трилогии» (1946), «Жовтневи махори» (1970).
Работал и в области прозы: «Буковинская повесть» (1951), повесть «Жила на свете вдова» (1960, рус. пер. 1964), «Окна, открытые настежь» (1962, рус. пер. 1968), «В сорочке рождённый» (1965, рус. пер. 1968) и др.

## Награды
- Сталинская премия третьей степени (1952) — за «Буковинскую повесть»;
- орден Октябрьской Революции;
- орден Трудового Красного Знамени;
- орден «Знак Почёта» (24.11.1960);
- медали.